# Karl Ludwig Gayde
Karl Ludwig Gayde (* 31. Oktober 1844 in Heilbronn, Württemberg; † 6. Oktober 1928 in Bad Kissingen, Unterfranken) war ein deutscher Maler- und Tünchnermeister, ab 1919 Ehrenbürger von Bad Kissingen.

## Leben
Seine Eltern Jakob Gayde (auch: Gaide) und Katharina Finkenbein, aus Perouse im Oberamt Leonberg stammend, ließen ihren Sohn am 10. November 1844 in Heilbronn evangelisch taufen. Die Familie, die sich auch (französisch) Gaidou nannte, dürfte zu jener Glaubensgemeinschaft der Waldenser gehören haben, die 1699 aus dem Piemont vertrieben und in Württemberg angesiedelt wurde.
Im Jahr 1865 kam der Handwerksmeister Gayde aus Württemberg in den stark aufstrebenden unterfränkischen Kurort Kissingen (erst ab 1883 offiziell „Bad Kissingen“), wo er sich wohl wegen der überaus regen Bautätigkeit größere Aufträge versprach. Bereits 1867 erhielt er dort das Bürgerrecht. Wohl kurz danach heiratete er die recht vermögende Karoline Röder, mit der er fünf Töchter und zwei Söhne hatte. Einer der Söhne war der Bad Kissinger Kunstmaler Franz Karl Gayde (1872–1948).
Gayde war bekennender Lutheraner, er gehörte 40 Jahre lang dem Kirchenvorstand und dem Verwaltungsrat der evangelischen Kinderheilstätte an. Er engagierte sich auch im politischen Gemeindeleben. Schon 1872, also fünf Jahre nach Erhalt des Bürgerrechts, wurde er Ersatzmann für das Gemeindekollegium (Gemeinderat), von 1883 bis 1908 reguläres Mitglied und Vorstand. Er engagierte sich stark im örtlichen Schulwesen.
In Anerkennung seiner Verdienste um die Stadt verlieh ihm die Stadt Bad Kissingen im Jahr 1919 die Ehrenbürgerwürde. Gayde ist im Familiengrab auf dem Kapellenfriedhof in Bad Kissingen begraben.